# Пролећна изложба УЛУС-а (1998)
Пролећна изложба УЛУС-а (1998) је трајала од 12. марта до 7. априла 1998. године. Изложба се одржала у галеријском простору Удружења ликовних уметника Србије, односно у Уметничком павиљону "Цвијета Зузорић", у Београду.

## О изложби
Избор радова за изложбу је обавио Уметнички савет УЛУС-а, кога су чинили:
1. Ненад Брачић
2. Олга Јанчић
3. Милена Јефтић Ничева Костић
4. Рајко Попивода
5. Ранка Лучић Јанковић
6. Радомир Кнежевић
7. Бранимир Карановић
8. Милица Којчић
9. Зоран Каралејић
10. Александар Рафајловић

На овој изложби су додељене следеће награде:
- Златна палета - Драгани Кнежевић
- Златно длето - Жељки Момиров
- Златна игла - Душици Кирјаковић

## Излагачи

### Сликарство
1. Зоран Андрић
2. Братислав Башић
3. Жарко Бјелица
4. Соња Бриски Узелац
5. Анђелка Бојовић
6. Драган Буљугић
7. Габриела Васић
8. Здравко Велован
9. Жарко Вучковић
10. Фатима Дедић
11. Горан Десанчић
12. Наташа Дробњак
13. Марио Ђиковић
14. Милорад Ђокић Млађи
15. Ђорђе Ђорђевић
16. Теофана Теа Зарић
17. Јадран Крнајски
18. Зоран Круљ
19. Владислав Коцарев
20. Радомир Кнежевић
21. Весна Кнежевић
22. Драгана Кнежевић
23. Соња Лалић
24. Данијела Лилић
25. Соња Малавразић
26. Братислав Марјановић
27. Бранислав С. Марковић
28. Бранимир Минић
29. Милена Милинковић
30. Предраг Пеђа Милићевић
31. Данијела Морариу
32. Доминика Морариу
33. Зоран Најдић
34. Јасна Николић
35. Марија Павловић
36. Јосипа Пашћан
37. Михаило М. Петковић
38. Божидар Плазинић
39. Јавор Рашајски
40. Драгана Станаћев
41. Милорад Степанов
42. Радмила Степановић
43. Ђорђе Соколовски
44. Светлана Тапушковић
45. Станка Тодоровић
46. Тијана Фишић
47. Ђорђе Хаџи-Николић
48. Биљана Црнчанин
49. Наташа Шавија
50. Миле Шаула
51. Босиљка Шипка

### Цртеж
1. Зоран Бановић
2. Срђан Вукајловић
3. Снежана Гроздановић
4. Зоран Димовски
5. Димитрије Пецић
6. Зоран Пурић
7. Срђан Радојковић
8. Биљана Степанов
9. Никола Џафо

### Графика
1. Милица Антонијевић
2. Владимир Вељашевић
3. Синиша Жикић
4. Александар Зарић
5. Бранка Илић
6. Душица Кирјаковић
7. Милан Лакић
8. Ранка Лучић Јанковић
9. Горица Милетић
10. Драгиша Милошевић
11. Миодраг Млађовић
12. Весна Павловић Паждерска
13. Ана Почуча
14. Бранко Раковић
15. Александар Расулић
16. Љиљана Стојановић
17. Даниела Фулгоси

### Скулптура
1. Радомир Бранисављевић
2. Тијана Дујовић Лишчевић
3. Момчило Јанковић
4. Владан Мартиновић
5. Лепосава Милошевић Сибиновић
6. Жељка Момиров
7. Балша Рајчевић
8. Александра Ристановић
9. Душан Русалић

### In memoriam
1. Мило Димитријевић
2. Мира Јуришић
3. Рајко Сикимић